# 沼田久美子
沼田 久美子（ぬまだ くみこ、1987年7月25日 - ）は、タレントで、元子役。神奈川県生まれ。シンクタンクに所属。趣味は、歌うこと（バレエ）。特技は、タップダンスとジャズダンス。

## 主な出演
- 週刊こどもニュース（NHK総合）
- 中学生日記（NHK教育）

## テレビCM
- 東京ケーブルネットワーク（1995年）

## 舞台
- 赤毛のアン（1997年 - 1998年） - 子供時代のアン役